# José Martínez Arenas
José Martínez Arenas (Cartagena, 11 de febrer 1888 - Oriola, 1970) fou un polític i escriptor valencià d'origen murcià, diputat a Corts espanyoles durant la restauració borbònica i durant la Segona República Espanyola

## Biografia
De petit es traslladà amb la seva família a Oriola. Es llicencià en dret a la Universitat de València el 1908. Fou membre dels Col·legis d'Advocats d'Alacant, Madrid, València, Murcia, Albacete i Oriola i col·laborà al diari La Huerta (1907). El 1911 fou secretari del Cercle Industrial i Mercantil d'Oriola.
Inicialment fou captat per al Partit Conservador pel Marquès de Rafal, però després es passà al Partit Liberal, dirigit a la comarca per Trinitario Ruiz Valarino. El 1918 fou primer tinent d'alcalde d'Oriola, i alcalde entre 1919 i 1921. A les eleccions generals espanyoles de 1923 fou elegit diputat pel districte d'Oriola, però quan es proclamà la dictadura de Primo de Rivera el general Bermúdez de Castro el va fer empresonat dos mesos a castell de Santa Bàrbara d'Alacant. El 1930 va intentar reorganitzar el Partit Liberal al Baix Segura, i a les eleccions municipals de 1930 va obtenir l'alcaldia d'Oriola, però el resultat fou anul·lat.
En 1932 va ingressar en el Partit Republicà Conservador de Miguel Maura Gamazo, i fou elegit diputat per la província d'Alacant a les eleccions generals espanyoles de 1933. Fou candidat a les eleccions generals espanyoles de 1936, però no fou escollit. Durant la guerra civil espanyola va ser empresonat durant un temps, i un cop alliberat no va ser molestat per les noves autoritats. Després de la guerra abandonà la política i exercí com a advocat, de manera que fou degà del Col·legi d'Advocats d'Oriola.

## Obres
- Cancionero de la esclavitud (1939)
- La tertulia del bar Lauro, De mi vida: hombres y libros (1963)
- Eva no tuvo madre (1965)